# سبزوار (فیلم)
سبزوار (انگلیسی: Sabzevar) فیلم مستندی به کارگردانی ابراهیم مختاری و محصول سال ۱۳۵۵ شمسی در ایران است. این فیلم دومین فیلم مستند ابراهیم مختاری است که مابین سال های ۱۳۳۵ تا ۱۳۵۵ در سبزوار فیلمبرداری شده است.